# Neonuncia eastoni
Neonuncia eastoni is een hooiwagen uit de familie Triaenonychidae.